# Као, Чарльз
Достопочтенный сэр Чарльз Као Куэн GBM FREng (кит. трад. 高錕, упр. 高锟, пиньинь Gāo Kūn, палл. Гао Кунь, англ. Charles K. Kao; 4 ноября 1933, Шанхай — 23 сентября 2018) — китайский, британский и американский инженер-физик, автор ключевых исследований в области разработки и практического применения волоконно-оптических технологий, которые значительно повлияли на развитие индустрии телекоммуникаций. В 2009 году ему присудили половину Нобелевской премии по физике за «новаторские достижения в области передачи света по волокнам для оптической связи». Другая половина премии досталась Уилларду Бойлу и Джорджу Смиту, которые изобрели ПЗС-матрицы.
Као был членом Лондонского королевского общества (1997), Королевской инженерной академии, Китайской академии наук (1996), Европейской академии наук и искусств, тайваньской Academia Sinica и других научных сообществ.

## Биография

### Ранняя жизнь и образование
Као родился в семье доктора юридических наук Гао Цзюньсяна. Его дед Гао Чуйвань был известным поэтом и революционным деятелем. С детства Чарльз и его младший брат У (ныне — профессор гидродинамики) изучали китайскую классику. В международной школе Шанхая Чарльз изучил английский и французский языки. В 1948 году его семья перебралась сначала на Тайвань, далее — в Гонконг, где Као поступил в колледж. Дальнейшее образование он получил в Англии: бакалавриат по специальности инженера-электротехника в Вулвичском Политехе (нынешний Гринвичский университет) и PhD в Имперском колледже Лондона, который окончил в 1965 году.

### Карьера
Одновременно с обучением на доктора философии Као работал инженером в исследовательском центре компании Standard Telephones and Cables (STС) в Харлоу, где и совершил своё революционное открытие. В 1970 году его пригласили в Гонконгский университет для формирования факультета электротехники. Ещё через четыре года он переехал в США для работы в ITT Corporation, которая являлась головной корпорацией для STС. Сначала ему дали должность ведущего научного сотрудника, а потом — и директора по инженерным работам в виргинском филиале. В 1982 году Као стал главным научным сотрудником всей корпорации и работал в Центре перспективных технологий в Коннектикуте.
Вскоре он снова вернулся в Китай, где с 1987 по 1996 годы руководил работой Гонконгского университета. Кроме того, он работал генеральным директором компании Transtech, основал Академию развития независимого образования (Independent School Foundation Academy). Као проживал в Гонконге и возглавлял компанию ITX Services. Он часто бывал в США, где живут его родные. Као женился в 1959 году на британской китаянке Хуан, с которой познакомился в Лондоне во время учёбы. У них двое детей — сын и дочь. Оба живут и работают в Кремниевой долине в Калифорнии.
В начале 2009 года у Као обнаружили слабые признаки болезни Альцгеймера, которой ранее страдал его отец. Вместе с женой он решил пожертвовать часть Нобелевской премии по физике (всего Као получил около $700 тыс.), которую он получил в 2009 году, на исследования в этой области и медицинскую помощь больным.
Као любил читать художественную литературу традиционного китайского жанра уся, другое хобби учёного — делать вазы и другие поделки из глины.

### Смерть
23 сентября 2018 года скончался в Гонконге в возрасте 84 лет.

## Научная работа

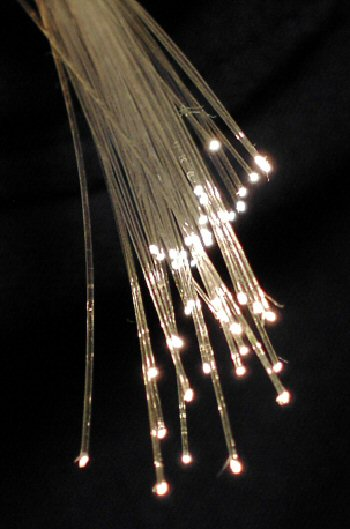
Пучок оптических волокон из кварцевого стекла. Сейчас подобного рода кабели применяются повсеместно. Именно Као первым предположил, что кварцевое стекло является идеальным материалом для дальнего переноса информации.

Као начал работать в области волоконных технологий в 1960 году, когда он устроился инженером в лондонскую лабораторию ITT Corporation. Здесь совместно с Джорджем Хокхэмом он открыл, что высокие потери в передаче данных по волокну вызваны не самой технологией, а примесями в стекле. Результаты своих исследований он представил в 1966 году, в июне вышел его отчёт с изложением ключевых особенностей волоконно-оптических телекоммуникационных технологий. Изложенные в этом документе идеи по использованию волокна для потребностей связи являются основой телекоммуникаций сегодняшнего дня.
Главным теоретическим выводом его работ стало определение порогового значения величины затухания сигнала. Чтобы информация переносилась внутри волоконно-оптических каналов без существенных потерь, величина затухания не должна превышать 20 дБ/км. Однако, в 1960-е годы волокно имело затухание в 1000 дБ/км и более. Данное обстоятельство подстегнуло исследователей к поиску материалов, которые более всего соответствовали бы установленным критериям. Специально для этих целей Као собрал коллектив из четырёх человек: Т. Дэвиса, М. Джоунса, С. Райта и его самого. Тестируя разные материалы, группа пришла к выводу, что наиболее подходящим кандидатом для оптической связи является кварцевое стекло (SiO2), в котором наблюдался наименьший уровень затухания сигнала.
Као первым предложил использовать волоконно-оптические кабели для передачи информации на большие расстояния (до этого их дальность ограничивалась несколькими метрами). Поначалу в это мало кто верил, но личная роль учёного в инженерной и коммерческой реализации проекта сильно изменила телекоммуникационную отрасль.

## Награды и премии
- Премия Мори, США[15] (1976)
- Медаль Стюарта Баллантайна (1977)
- Премия Ранка в области оптической электроники, Великобритания[16] (1978)
- Премия Морриса Либманна (1978)
- Международная премия Л. М. Эрикссона, Швеция (1979)
- Золотая медаль AFCEA[англ.], США (1980)
- Учреждённая IEEE медаль Александра Грэма Белла (1985)
- Премия Маркони, США (1985)
- C&C Prize (1987)
- Медаль Фарадея, Великобритания (1989)
- Международная премия за новые материалы (1989)[17]
- Золотая медаль SPIE (1992)
- Орден Британской империи класса CBE (1993), позже повышен до KBE (2010)
- Золотая медаль, Великобритания[18] (1995)
- Медаль принца Филиппа[англ.] (1996)
- Премия Японии «за пионерские исследования в области широкополосных волоконно-оптических каналов связи»[19] (1996)
- Премия Чарльза Старка Дрейпера (1999)
- Золотая медаль Гонконгского инженерного института (2006)
- Нобелевская премия по физике (2009)
- Большая медаль Баугинии (2010)

Чарльз Куэн Као был почётным профессором и доктором наук многих университетов мира, среди которых Университет Глазго (1992), Пекинский университет, Университет Цинхуа, Падуанский университет, Йельский университет, Принстонский университет и другие.

## Память
В 1996 году в честь учёного назван астероид Каокуэн, открытый в 1981 году.

## Публикации
- Kao K.C., Hockham G.A. Dielectric-fibre surface waveguides for optical frequencies :  [англ.] // Proceedings of the Institution of Electrical Engineers. — 2010. — Vol. 113. — P. 1151—1158. — doi:10.1049/piee.1966.0189.
- Као Ч.К. Песок давно минувших дней шлёт в будущее голоса людей (Нобелевская лекция) // УФН. — 1966. — Т. 180. — С. 1350—1356. — doi:10.3367/UFNr.0180.201012j.1350.
- Kao C.K. A Time and A Tide: Charles K. Kao ─ A Memoir. — Hong Kong : Chinese University Press, 2011.